# Tàu thăm dò Bất đẳng hướng Vi sóng Wilkinson
Tàu thăm dò Bất đẳng hướng Vi sóng Wilkinson viết tắt WMAP (tiếng Anh: Wilkinson Microwave Anisotropy Probe) là một tàu vũ trụ của NASA hoạt động từ năm 2001 đến 2010 , thực hiện đo sự khác biệt trên bầu trời trong dải nhiệt độ của bức xạ nền vi sóng vũ trụ (CMB, cosmic microwave background) - nhiệt bức xạ còn lại từ Big Bang .
Chương trình nghiên cứu được phát triển trong một quan hệ đối tác giữa Trung tâm Bay không gian Goddard của NASA và Đại học Princeton, đứng đầu là Giáo sư Charles L. Bennett của Đại học Johns Hopkins .
Tàu vũ trụ WMAP được phóng vào ngày 30/06/2001 từ Florida. Nhiệm vụ WMAP đã thành công trong sứ mệnh thăm dò COBE (Cosmic Background Explorer) và là sứ mệnh hạng trung (MIDEX) thứ hai trong chương trình nghiên cứu của NASA. Ban đầu sứ mệnh có tên MAP (Microwave Anisotropy Probe) và năm 2003 được đổi tên thành WMAP để vinh danh nhà vũ trụ học David Todd Wilkinson (1935-2002), người đã từng là một thành viên của nhóm nghiên cứu khoa học của sứ mệnh.
Sau 9 năm hoạt động, WMAP được tắt trong năm 2010, khi tàu không gian Planck tiên tiến hơn của Cơ quan vũ trụ châu Âu ESA ra đời vào năm 2009 .

## Nhiệm vụ
Mục tiêu của WMAP là đo lường sự khác biệt nhiệt độ trong bức xạ nền vi sóng vũ trụ (CMB). Các bất đẳng hướng sau đó được sử dụng để đo lường hình học của vũ trụ, nội dung, và sự phát triển, và để kiểm tra mô hình Big Bang, và lý thuyết lạm phát vũ trụ .
Với mục tiêu đó cần tạo được một bản đồ toàn bộ bầu trời của CMB, với độ phân giải 13 phút cung (arcminute) qua quan sát đa tần số. Bản đồ này đòi hỏi các sai số hệ thống ít nhất, không có tiếng ồn điểm ảnh tương quan, và hiệu chuẩn chính xác, để cho ra độ chính xác góc lớn hơn độ phân giải của thiết bị .
Bản đồ chứa 3.145.728 pixel, và sử dụng phần mềm HEALPix để pixel hóa toàn hình cầu . Kính thiên văn cũng đo phân cực E-mode của CMB, và sự phân cực nền. Thiết bị có thời gian sống 27 tháng; 3 tháng để tới được vị trí L2, và 2 năm quan sát .